# Meilhaud
 Meilhaud  es una población y comuna francesa, situada en la región de Auvernia, departamento de Puy-de-Dôme, en el distrito de Issoire y cantón de Issoire.

## Demografía[1]
| 460 | 386 | 418 | 486 | 452 | 443 | 437 | 424 | 457 | 467 | 457 | 465 | 410 | 392 | 422 | 434 | 422 | 421 | 404 | 384 | 337 | 277 | 256 | 235 | 222 | 247 | 343 | 255 | 285 | 283 | 327 | 323 | 380 | 523 |
| Para los censos de 1962 a 1999 la población legal corresponde a la población sin duplicidades (Fuente: INSEE [Consultar]) |     |     |     |     |     |     |     |     |     |     |     |     |     |     |     |     |     |     |     |     |     |     |     |     |     |     |     |     |     |     |     |     |     |